# Pedro Vaz
Pedro Humberto Vaz Ramela (Rocha, 2 de diciembre de 1963 – Santiago de Chile, 6 de diciembre de 2012) fue un abogado, diplomático y político uruguayo; además de  excanciller de la República.

## Carrera
Su padre fue el poeta y político rochense Dagoberto Vaz Mendoza. Graduado como abogado en la Facultad de Derecho de la Universidad de la República en 1987. Dos años después ingresa al Ministerio de Relaciones Exteriores. Ha estado destinado en México como secretario y en Ginebra como Ministro Consejero. Embajador en Brasil en 2005.
Acompañó al canciller Gonzalo Fernández en la subsecretaría.
El 31 de agosto de 2009, Vaz asume como Canciller de la República, ante la renuncia de Gonzalo Fernández.
En 2010, el presidente José Mujica lo nombra Embajador en Chile.

## Fallecimiento
Falleció el 6 de diciembre de 2012, a los 49 años de edad, en su residencia en Santiago de Chile, a causa de un paro cardiorrespiratorio.
Le fueron rendidos honores de ministro de Estado en el Palacio Santos. Fue sepultado en Rocha.